# Hayden Mullins
Hayden Mullins (Reading, 27 maart 1979) is een Engels profvoetballer die speelt als verdedigende middenvelder. Hij speelt sinds 2014 voor Notts County, en kwam eerder onder meer uit voor Crystal Palace en West Ham United.

## Erelijst
Reading
- Football League Championship

2012